# Victor Anestin
Victor Anestin (n. 17 septembrie 1875, Bacău, România – d. 5 noiembrie 1918, București, România) a fost un ziarist român, scriitor de literatură științifico-fantastică, astronom amator și popularizator al științei.

## Biografie

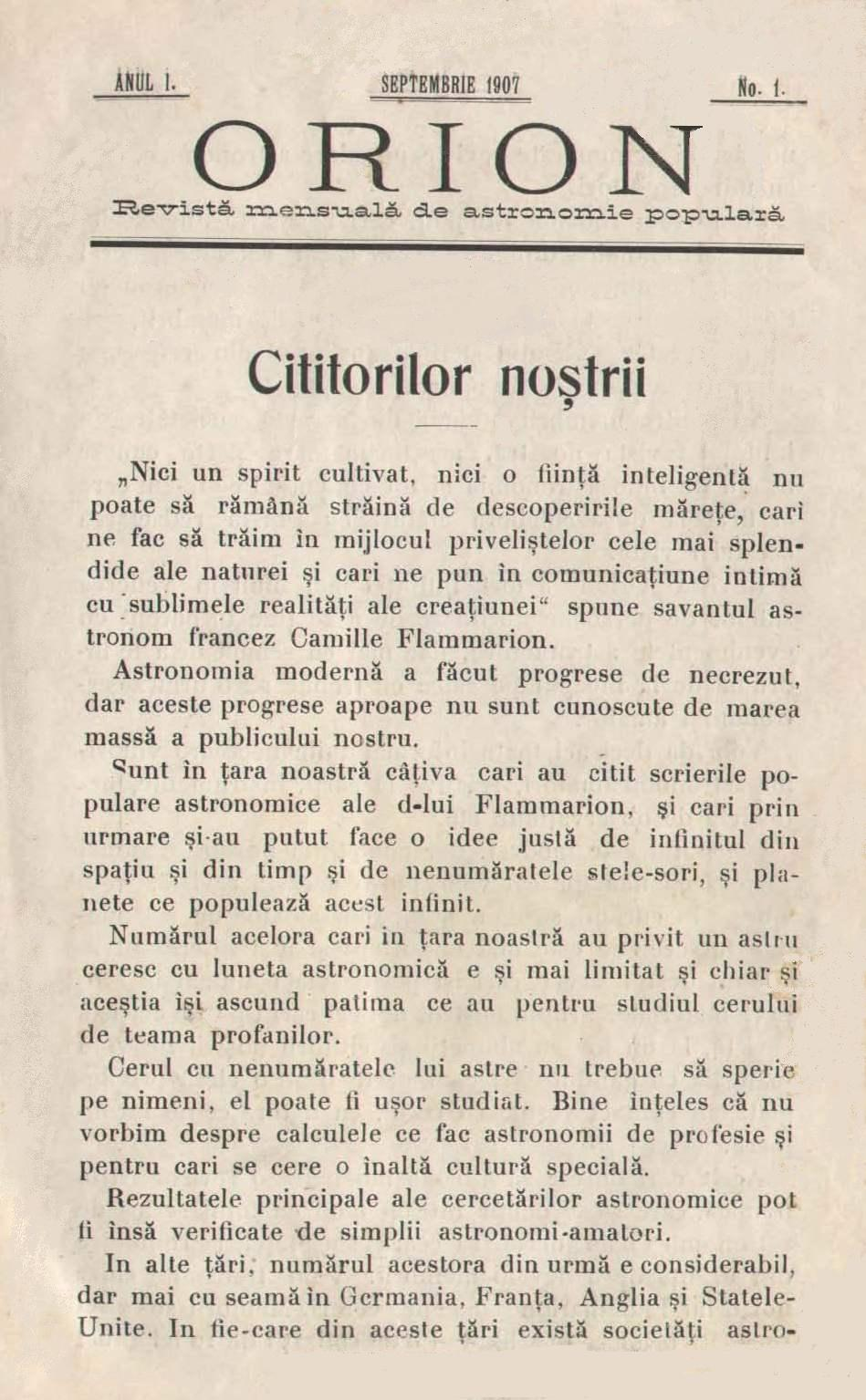
Revista Orion, prima pagină, Nr 1/1907

A popularizat în România probleme științifice, îndeosebi cele de astronomie, pe care le-a publicat în revista „Orion”, fondată de el în anul 1907. A întemeiat de asemenea „Societatea astronomică română”, în 1908. Împreună cu Gheorghe Țițeica, a înființat, în 1913, societatea „Prietenii Științei”.

### Viața de familie:
Căsătorit cu Elena Anestin, împreună cu care are 3 fiice: Lilica, Victorina (Torina) și Florica.
Moare în 5 noiembrie 1918 ca urmare a unei pneumonii care s-a agravat în timp.

### Inițiative
- În 1908 înființează Societatea Astronomică Română Camille Flammarion.
- În 1912, împreună cu chimistul Constantin I. Istrati, pune bazele Universității Populare din București.
- În 1914 devine membru fondator, alături de Gheorghe Țițeica și de Ștefan Hepites, al Societății Prietenii Științei.

### Activitate literară
- Scrie numeroase articole, pe care le publică în ziarele vremii, și peste 100 de broșuri, dintre care cele mai reprezentative sunt: Cucerirea aerului (1909), Planeta Marte (1910), Eclipsele (1912), Romanul cerului (1912), Viața și invențiile lui Edison (1916, Știința pentru toți, Editura Tipografiei Gutenberg-Câmpina M.S. Gheorghiu).
- Publică, în calitate de editor, în perioada 1907-1912, prima revistă de astronomie din România, Orion.
- În 1918 scoate ziarul Știinta tuturor.
- În perioada 1912 - 1916, conduce Ziarul călătoriilor și științelor populare.

### Debut
- Debutează în presă în 1892, în revista Curierul Olteniei, în care publică o traducere a unui articol scris de Camille Flammarion.

### Debut editorial
- Debutul în volum are loc în anul 1899 cu romanul SF În anul 4000 sau O călătorie la Venus.

## Opera principală
- În anul 4000 sau O călătorie la Venus (1899) (roman științifico-fantastic)
- Camille Flammarion (1901)
- Haralamb Lecca, autor dramatic. Studiu critic (1901)
- Cucerirea aerului (1909)
- Stelele. Notiuni populare de astronomie (1909)
- Astronomie populară (traducere din limba engleză după H. Macpherson, 1909)
- Vine cometa Halley (1909)
- Ce sunt cometele (1910)
- Planeta Marte este ea locuită? (1910)
- Giordano Bruno. Viața și opera lui (1911)
- Newton și Atracțiunea universală (1911)
- In lumea spiritelor (1911)
- Observațiuni astronomice. Planeta Venus în 1911 (1911)
- Venus diurna (1911)
- Eclipsele sau Întunecimile de Soare și de Lună (1912)
- Romanul cerului - astronomie pentru toti (1912)
- Studii astronomice - rasaritul si apusul astrelor (1913)
- Cum să înveți stelele - Cu 28 de hărți cerești în text, Casa Școalelor, București, 1913
- Cum să înveți stelele - Cu 28 de hărți cerești în text, Casa Școalelor, (Ediția a II-a, 1922 / 1923), București
- Cum să înveți stelele - Cu 27 de hărți cerești în text, Ediția a III-a comentată, revizuită și adăugită de Mircea Pteancu și Dan-George Uza, Editura Astromix, Cluj-Napoca 2021, 252 de pagini, ISBN 978-606-95123-1-9
- O tragedie cerească, Poveste astronomică (1914) (roman științifico-fantastic)[4]
- Eclipsele de soare (191
- Știința și Morala (1915)
- Viața și invețiunile lui Edison (1915)
- Căpitanul Scott la Polul Sud (1915)
- Ce trebue să citim (1915)
- Viata și opera lui William Herschel (1915)
- Femeile învățate (1915)
- Visele. După Flammarion (1916)
- Puterea științei, sau Cum a fost omorât Răsboiul European, Poveste fantastică (1916) (roman științifico-fantastic)
- Povestea stiintei (1916)
- Eroii științei (1916)
- Cutremurele de Pămînt (1916)
- Minunile naturei. Razele x și radiul, după Ch. Gibson și Ramsay (1916)
- Povestea vulcanilor după St. Meunier, Flammarion și Guillemin (1916)
- Povești astronomice (1916)
- Se va stinge soarele? Soarele după astronomia modernă (1916)
- Amintiri din teatru (1918)
- Viata anecdotica a invatatilor ilustri
- Viata si opera celebrilor exploratori (1922)
- Calatorii extraordinare (1922)
- Cum sa inveti stelele (1922)
- Stelele (1930)
- Savanti si inventatori care au schimbat cursul lumii (2010)
- O tragedie cereasca. Puterea stiintei (2010)

## Traduceri, prefețe, editări de texte
- ARRHENIUS, S. *Evoluția lumilor. Trad, de ~. București, [1914?].
- FLAMMARION, C. Cataclismul din Martinica. Trad, de ~. București, 1910.
- FLAMMARION, C. Ce e viața? Trad, de ~. București, [1907].
- FLAMMARION, C. Fenomenele spiritismului. Trad, de ~. București, [1907] ; [1915].
- FLAMMARION, C. Ce e cerul? Trad, de ~. București, 1908
- GIBSON, CH. Povestea unui electron. Trad, de ~. București, [1914].
- În lumea fantomelor. Experiențele lui Sir Crookes. [Strânse și comentate de ~]. Câmpina, 1916. (Bibl. Știința pentru toți, nr. 11)
- LE BON, G. Nașterea și moartea materiei. Trad, de ~. București, [1912].
- LINDENBERG, P. Carol I. Trad, de ~ București. 1915.
- MAUCAULAY, Lord. Frederic cel Mare. Trad. de~. București, [1918].
- MACPHERSON, H. Astronomie populară. Trad, de ~. București, 1909.
- MESSERSCHMIDT. Fizica astrelor. Trad, de ~. București, [1914?].
- POINCARE, H. Mecanica cea nouă. Trad, de ~. București, 1914.
- POOR, Ch. L. Sistemul solar. Vol. I-II. Trad, de ~. București, 1911.
- SHAKESPEARE. Hamlet. Trad, de ~. București. 1908.
- SHAKESPEARE. Macbeth. Trad, de ~. București, 1909.
- SHAKESPEARE. Othello. Trad. de~. București, [1908].
- SHAKESPEARE. Regele Lear. Trad, de ~ București, 1909.
- TSCHUDI, C. Tinerețea Măriei Antoaneta. Trad, de ~. Vol. I-II. București, 1910; 1916.
- ȚIMIRAȘ, N. Lucruri văzute. Pref. de ~. București, 1909.
- Viața și obiceiurile animalelor. Pref. de ~. Câmpina, 1916. (Bibl. Știința pentru toți, nr. 2)

## In memoriam
- L. Florin - Victor Anestin, biografia unui caracter (1921)
- Observatorul astronomic din Bacău este denumit Victor Anestin, în onoarea astronomului  Arhivat în 20 decembrie 2009, la Wayback Machine..
- Cu prilejul sesiunii comemorative din anul 1968, închinată Societății Astronomice Române și inițiatorilor ei, a fost dezvelită o placă comemorativă pentru amiralul Vasile Urseanu și astronomul Victor Anestin.